# Acanthodelta immunda
Acanthodelta immunda är en fjärilsart som beskrevs av Holland 1895. Acanthodelta immunda ingår i släktet Acanthodelta och familjen nattflyn. Inga underarter finns listade i Catalogue of Life.